# Droga wojewódzka 126
Die Droga wojewódzka 126 (DW 126) ist eine Woiwodschaftsstraße in Polen, die das angrenzende Dorf Osinów Dolny und eine Kleinstadt Dębno verbindet. Die Gesamtlänge beträgt 49 Kilometer. 
Die Straße führt durch die Woiwodschaft Westpommern und deren zwei Kreise: Greifenhagen und Myślibórz.  